# Serie A1 (basquetebol feminino)
A Serie A1 é a primeira divisão e principal competição do basquetebol feminino na Itália. A primeira edição foi disputada em 1930. De 1945–46 até 1979–80 se manteve com o nome de "Serie A", até ser dividida em Serie A1 de e Serie A2.

## Resultados
| Temporada                                                                        | Campeão                      | Vice-campeão                        | Notas                           | Ref.   |
| -------------------------------------------------------------------------------- | ---------------------------- | ----------------------------------- | ------------------------------- | ------ |
| Campeonatos organizados pela FIAF                                                |                              |                                     |                                 |        |
| 1924                                                                             | Club Atletico Torino         | Unione Sportiva Milanese            | campeonato FIAF                 | [ 1 ]  |
| 1925                                                                             | Pro Patria Busto Arsizio     | Club Atletico Torino                | campeonato FIAF                 | [ 1 ]  |
| 1926                                                                             | Pro Patria Busto Arsizio     | Forza e Coraggio Milano             | campeonato FIAF                 | [ 1 ]  |
| 1927                                                                             | Pro Patria Busto Arsizio     | Cotonificio Cantoni Castellanza (A) | campeonato FIAF                 | [ 1 ]  |
| 1928                                                                             | Pro Patria Busto Arsizio (A) | Cotonificio Cantoni Castellanza (A) | campeonato FIAF                 | [ 1 ]  |
| Campeonatos organizados pela FIPAC, depois FIP                                   |                              |                                     |                                 |        |
| 1930                                                                             | Triestina                    |                                     |                                 | [ 1 ]  |
| 1931                                                                             | Triestina                    |                                     |                                 | [ 1 ]  |
| 1932                                                                             | S.S. Gioiosa                 | A.P. Napoli                         |                                 | [ 1 ]  |
| 1933                                                                             | Canottieri Milano            |                                     |                                 | [ 1 ]  |
| 1934                                                                             | Canottieri Milano            |                                     |                                 | [ 1 ]  |
| 1935                                                                             | Canottieri Milano            |                                     |                                 | [ 1 ]  |
| 1936                                                                             | Ambrosiana-Inter             |                                     |                                 | [ 1 ]  |
| 1937                                                                             | Ambrosiana-Inter             |                                     |                                 | [ 1 ]  |
| 1938                                                                             | Ambrosiana-Inter             |                                     |                                 | [ 1 ]  |
| 1939                                                                             | Ambrosiana-Inter             |                                     |                                 | [ 1 ]  |
| 1939–40                                                                          | Ilva Trieste                 | Ambrosiana-Inter                    |                                 | [ 1 ]  |
| 1940–41                                                                          | GUF Napoli                   |                                     |                                 | [ 1 ]  |
| 1941–42                                                                          | GUF Milano                   |                                     |                                 | [ 1 ]  |
| 1942–43                                                                          | Canottieri Milano            | Reyer Venezia                       |                                 | [ 1 ]  |
| Entre 1944 e 1945 o campeonato não foi disputado devido a Segunda Guerra Mundial |                              |                                     |                                 |        |
| 1945–46                                                                          | Reyer Venezia                | Bernocchi Legnano                   |                                 | [ 1 ]  |
| 1946–47                                                                          | Bernocchi Legnano            |                                     |                                 | [ 1 ]  |
| 1947–48                                                                          | Bernocchi Legnano            | Indomita Roma                       |                                 | [ 1 ]  |
| 1948–49                                                                          | Indomita Roma                | Bernocchi Legnano                   |                                 | [ 1 ]  |
| 1949–50                                                                          | Comense                      | Indomita Roma                       |                                 | [ 1 ]  |
| 1950–51                                                                          | Comense                      | Indomita Roma                       |                                 | [ 1 ]  |
| 1951–52                                                                          | Comense                      | Triestina                           |                                 | [ 1 ]  |
| 1952–53                                                                          | Comense                      | Bernocchi Legnano                   |                                 | [ 1 ]  |
| 1953–54                                                                          | Bernocchi Legnano            | Comense                             |                                 | [ 1 ]  |
| 1954–55                                                                          | Bernocchi Legnano            | Autonomi Torino                     |                                 | [ 1 ]  |
| 1955–56                                                                          | Triestina                    | Bernocchi Legnano                   |                                 | [ 1 ]  |
| 1956–57                                                                          | Triestina                    | Udinese                             |                                 | [ 1 ]  |
| 1957–58                                                                          | Stock Trieste                | Udinese                             |                                 | [ 1 ]  |
| 1958–59                                                                          | Udinese                      | Triestina                           |                                 | [ 1 ]  |
| 1959–60                                                                          | Udinese                      | Stock Trieste                       |                                 | [ 1 ]  |
| 1960–61                                                                          | Udinese                      | FIAT Torino                         |                                 | [ 1 ]  |
| 1961–62                                                                          | FIAT Torino                  | Udinese                             |                                 | [ 1 ]  |
| 1962–63                                                                          | FIAT Torino                  | Standa Milano                       |                                 | [ 1 ]  |
| 1963–64                                                                          | FIAT Torino                  | Firte Pavia                         |                                 | [ 1 ]  |
| 1964–65                                                                          | Portorico Vicenza            | FIAT Torino                         |                                 | [ 1 ]  |
| 1965–66                                                                          | Portorico Vicenza            | Standa Milano                       |                                 | [ 1 ]  |
| 1966–67                                                                          | Recoaro Vicenza              | FIAT Torino                         |                                 | [ 1 ]  |
| 1967–68                                                                          | Recoaro Vicenza              | Standa Milano                       |                                 | [ 1 ]  |
| 1968–69                                                                          | Recoaro Vicenza              | Standa Milano                       |                                 | [ 1 ]  |
| 1969–70                                                                          | Geas Sesto San Giovanni      | Standa Milano                       |                                 | [ 1 ]  |
| 1970–71                                                                          | Geas Sesto San Giovanni      | Vicenza                             |                                 | [ 1 ]  |
| 1971–72                                                                          | Geas Sesto San Giovanni      | Standa Milano                       |                                 | [ 1 ]  |
| 1972–73                                                                          | Standa Milano                | Geas Sesto San Giovanni             |                                 | [ 1 ]  |
| 1973–74                                                                          | Geas Sesto San Giovanni      | Standa Milano                       |                                 | [ 1 ]  |
| 1974–75                                                                          | Geas Sesto San Giovanni      | Pagnossin Treviso                   |                                 | [ 1 ]  |
| 1975–76                                                                          | Geas Sesto San Giovanni      | Standa Milano                       |                                 | [ 1 ]  |
| 1976–77                                                                          | Geas Sesto San Giovanni      | Pagnossin Treviso                   |                                 | [ 1 ]  |
| 1977–78                                                                          | Geas Sesto San Giovanni      | Teksid Torino                       |                                 | [ 1 ]  |
| 1978–79                                                                          | Teksid Torino                | Sorgente Alba Milano                |                                 | [ 1 ]  |
| 1979–80                                                                          | FIAT Torino                  | Algida Roma                         |                                 | [ 1 ]  |
| 1980–81                                                                          | Pagnossin Treviso            | Zolu Vicenza                        | a Serie A se dividiu em A1 e A2 | [ 1 ]  |
| 1981–82                                                                          | Zolu Vicenza                 | Accorsi Torino                      |                                 | [ 1 ]  |
| 1982–83                                                                          | Zolu Vicenza                 | GBC Milano                          |                                 | [ 1 ]  |
| 1983–84                                                                          | Zolu Vicenza                 | GBC Milano                          |                                 | [ 1 ]  |
| 1984–85                                                                          | Fiorella Vicenza             | Bata Viterbo                        |                                 | [ 1 ]  |
| 1985–86                                                                          | Primigi Vicenza              | Deborah Milano                      |                                 | [ 1 ]  |
| 1986–87                                                                          | Primigi Vicenza              | Deborah Milano                      |                                 | [ 1 ]  |
| 1987–88                                                                          | Primigi Vicenza              | Deborah Milano                      |                                 | [ 1 ]  |
| 1988–89                                                                          | Enichem Priolo               | Gemeaz Milano                       |                                 | [ 1 ]  |
| 1989–90                                                                          | Unicar Cesena                | Pool Comense                        |                                 | [ 1 ]  |
| 1990–91                                                                          | Pool Comense                 | Conad Cesena                        |                                 | [ 1 ]  |
| 1991–92                                                                          | Pool Comense                 | Conad Cesena                        |                                 | [ 1 ]  |
| 1992–93                                                                          | Pool Comense                 | Conad Cesena                        |                                 | [ 1 ]  |
| 1993–94                                                                          | Pool Comense                 | Marani Cesena                       |                                 | [ 1 ]  |
| 1994–95                                                                          | Pool Comense                 | Famila Schio                        |                                 | [ 1 ]  |
| 1995–96                                                                          | Pool Comense                 | TMC Cesena                          |                                 | [ 1 ]  |
| 1996–97                                                                          | Pool Comense                 | CariParma                           |                                 | [ 1 ]  |
| 1997–98                                                                          | Pool Comense                 | Famila Schio                        |                                 | [ 1 ]  |
| 1998–99                                                                          | Pool Comense                 | Famila Schio                        |                                 | [ 1 ]  |
| 1999–00                                                                          | Isab Energy Priolo           | Famila Schio                        |                                 | [ 1 ]  |
| 2000–01                                                                          | Cerve Parma                  | Pool Comense                        |                                 | [ 1 ]  |
| 2001–02                                                                          | Pool Comense                 | Famila Schio                        |                                 | [ 1 ]  |
| 2002–03                                                                          | Taranto Cras Basket          | Pool Comense                        |                                 | [ 1 ]  |
| 2003–04                                                                          | Pool Comense                 | Meverin Parma                       |                                 | [ 1 ]  |
| 2004–05                                                                          | Famila Schio                 | HS Penta Faenza                     |                                 | [ 1 ]  |
| 2005–06                                                                          | Famila Schio                 | Acer Priolo                         |                                 | [ 1 ]  |
| 2006–07                                                                          | Phard Napoli                 | Germano Zama Faenza                 |                                 | [ 1 ]  |
| 2007–08                                                                          | Famila Schio                 | Phard Napoli                        |                                 | [ 1 ]  |
| 2008–09                                                                          | Taranto Cras Basket          | Umana Venezia                       |                                 | [ 2 ]  |
| 2009–10                                                                          | Taranto Cras Basket          | Famila Wüber Schio                  |                                 | [ 3 ]  |
| 2010–11                                                                          | Famila Wüber Schio           | Taranto Cras Basket                 |                                 | [ 4 ]  |
| 2011–12                                                                          | Taranto Cras Basket          | Famila Wüber Schio                  |                                 | [ 5 ]  |
| 2012–13                                                                          | Famila Wüber Schio           | Gesam Gas Lucca                     |                                 | [ 6 ]  |
| 2013–14                                                                          | Famila Wüber Schio           | Passalacqua Trasporti Ragusa        |                                 | [ 7 ]  |
| 2014–15                                                                          | Famila Wüber Schio           | Passalacqua Trasporti Ragusa        |                                 | [ 8 ]  |
| 2015–16                                                                          | Famila Wüber Schio           | Gesam Gas Lucca                     |                                 | [ 9 ]  |
| 2016–17                                                                          | Gesam Gas Lucca              | Famila Wüber Schio                  |                                 | [ 10 ] |
| 2017–18                                                                          | Famila Wüber Schio           | Passalacqua Trasporti Ragusa        |                                 | [ 11 ] |